# Park Jin-young
Park Jin-young, även känd som J. Y. Park och The Asiansoul, född 13 december 1971 i Seoul, är en sydkoreansk sångare, låtskrivare, skivproducent, skivdirektör och programledare. Park inledde sin karriär som sångare och gav ut sitt debutalbum Blue City 1994. 1997 grundade han JYP Entertainment, ett av de största talangagenturerna i Sydkorea.